# Prapreče pri Šentjerneju
Prapreče pri Šentjerneju je naselje u slovenskoj Općini Šentjerneju. Prapreče pri Šentjerneju se nalazi u pokrajini Dolenjskoj i statističkoj regiji Donjoposavskoj regiji. 

## Stanovništvo
Prema popisu stanovništva iz 2002. godine naselje je imalo 50 stanovnika.